# Lepidiota dohrni
Lepidiota dohrni är en skalbaggsart som beskrevs av Max Quedenfeldt 1884. Lepidiota dohrni ingår i släktet Lepidiota och familjen Melolonthidae. Inga underarter finns listade i Catalogue of Life.